# Orchelimum bullatum
Orchelimum bullatum är en insektsart som beskrevs av Rehn, J.A.G. och Morgan Hebard 1915. Orchelimum bullatum ingår i släktet Orchelimum och familjen vårtbitare. Inga underarter finns listade i Catalogue of Life.